# Holzbach (Erft)
Der Holzbach ist ein 2,6 km langer, orografisch rechter Nebenfluss der Erft im nordrhein-westfälischen Kirspenich, Deutschland.

## Geographie
Der Holzbach entspringt südwestlich von Kirspenich auf einer Höhe von 279 m ü. NN. Er fließt vorrangig in nordwestliche Richtungen. Ohne Ortschaften zu durchfließen, erreicht der Bach den südöstlichen Ortsrand von Kirspenich, wo der unbenannte, mit 3,5 km jedoch längere Nebenfluss linksseitig mündet. Nach dem Durchfließen von Kirspenich mündet der Holzbach auf 219 m ü. NN rechtsseitig in die Erft.
Bei einem Höhenunterschied von 60 m beträgt das mittlere Sohlgefälle zwischen Quelle und Mündung 23,1 ‰. Das etwa 4,8 km² große Einzugsgebiet wird über Erft und Rhein zur Nordsee entwässert.